# 3, square Rapp
Le 3, square Rapp est un immeuble situé à Paris, en France.

## Localisation
L’immeuble est situé au no 3 square Rapp dans le 7e arrondissement de Paris.

## Historique
L’immeuble est construit en 1899 par l’architecte Jules Lavirotte.
Les façades et les toitures de l'édifice sont inscrites au titre des monuments historiques en 1975. Les escaliers le sont en 2005.

## Galerie

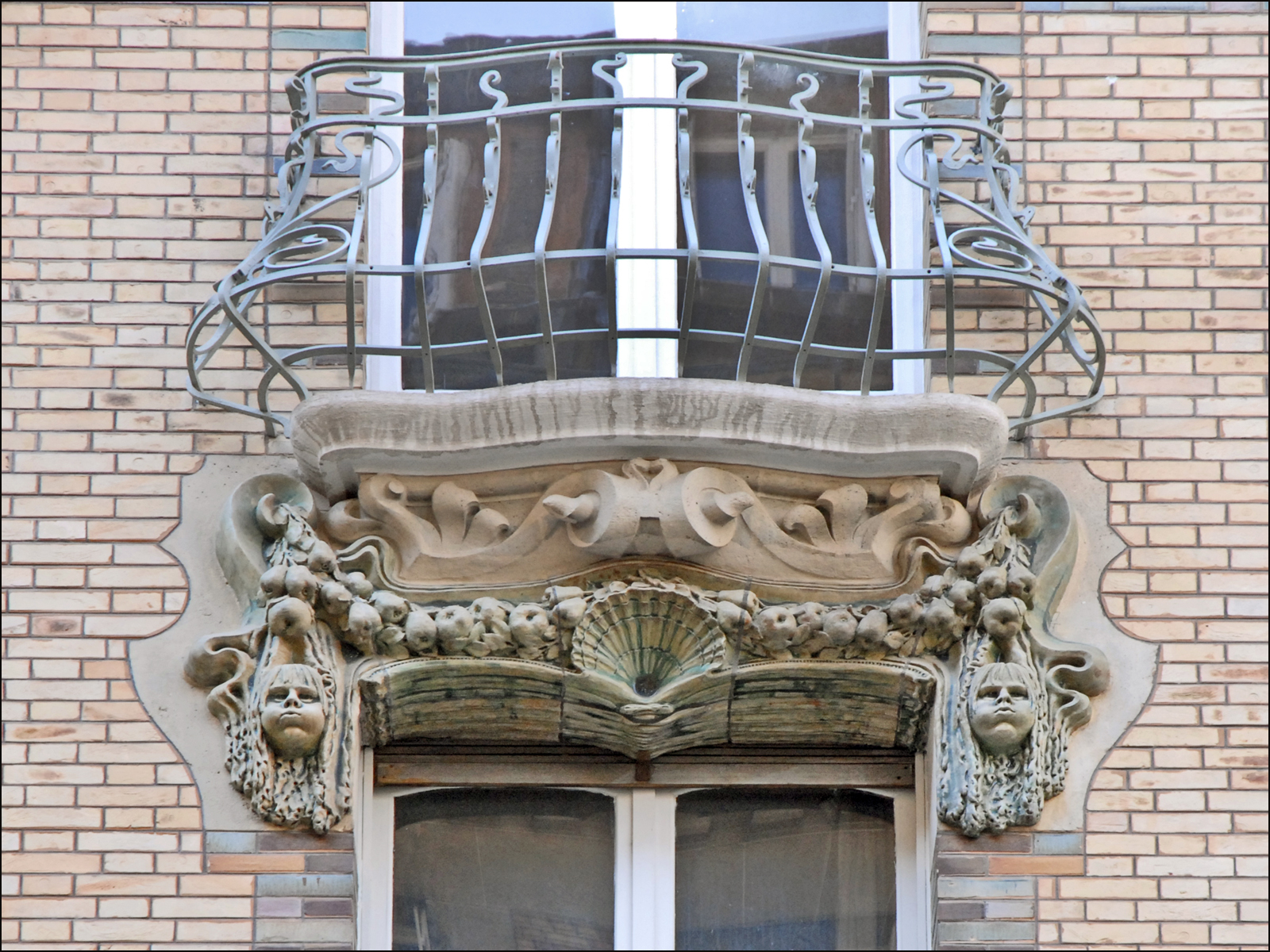
Détails d'un balcon
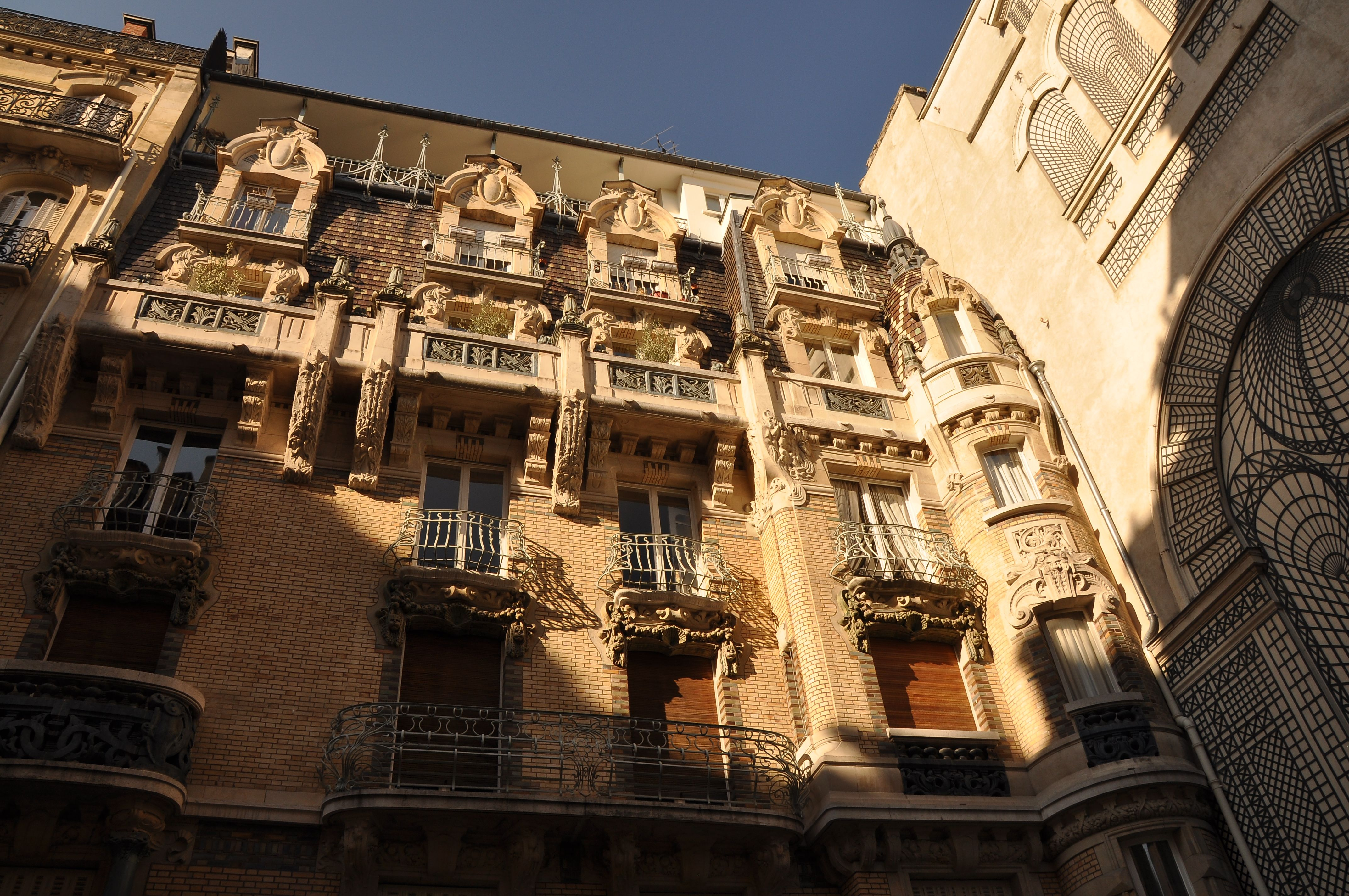
La façade de l'immeuble
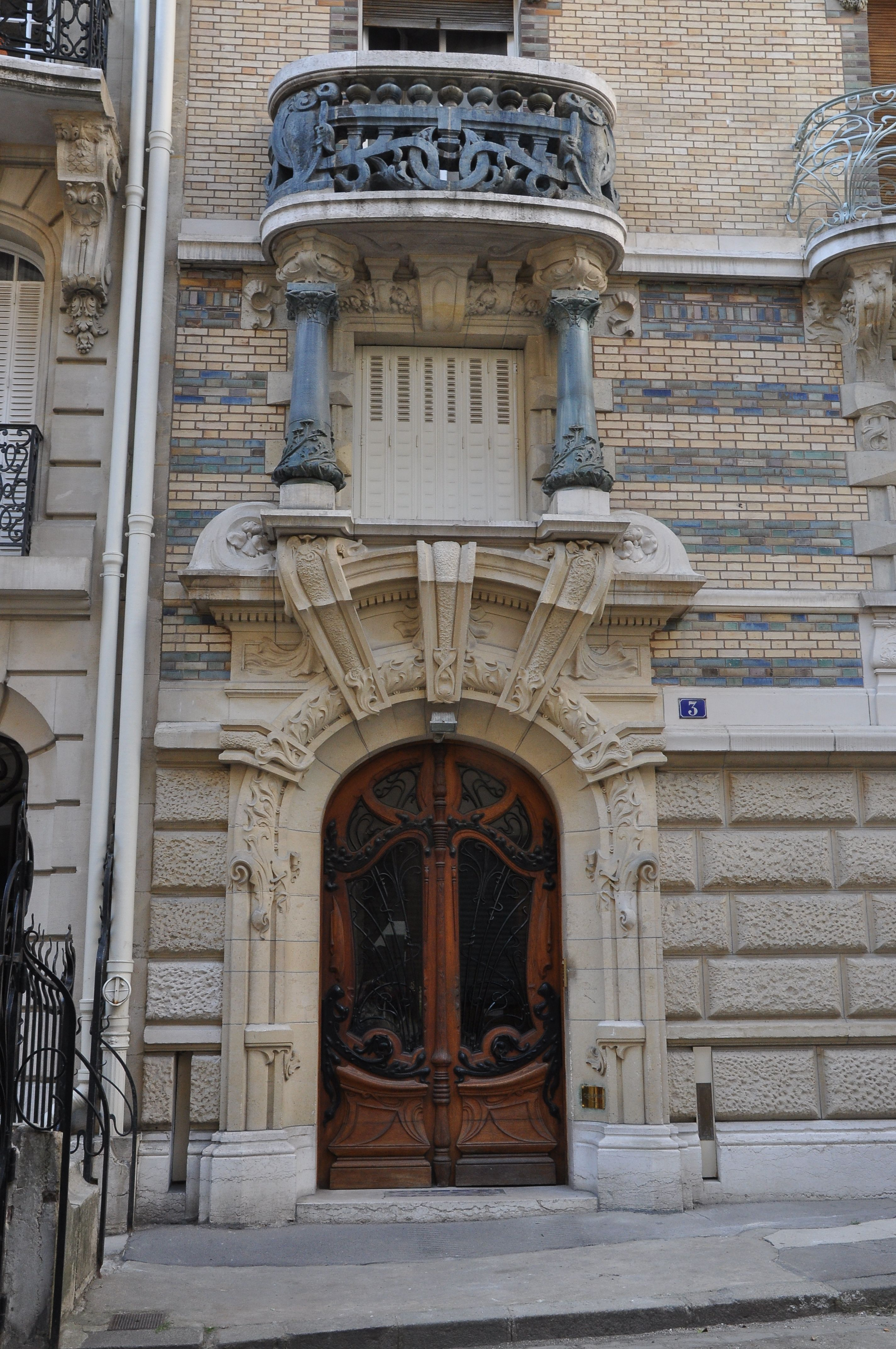
L'entrée
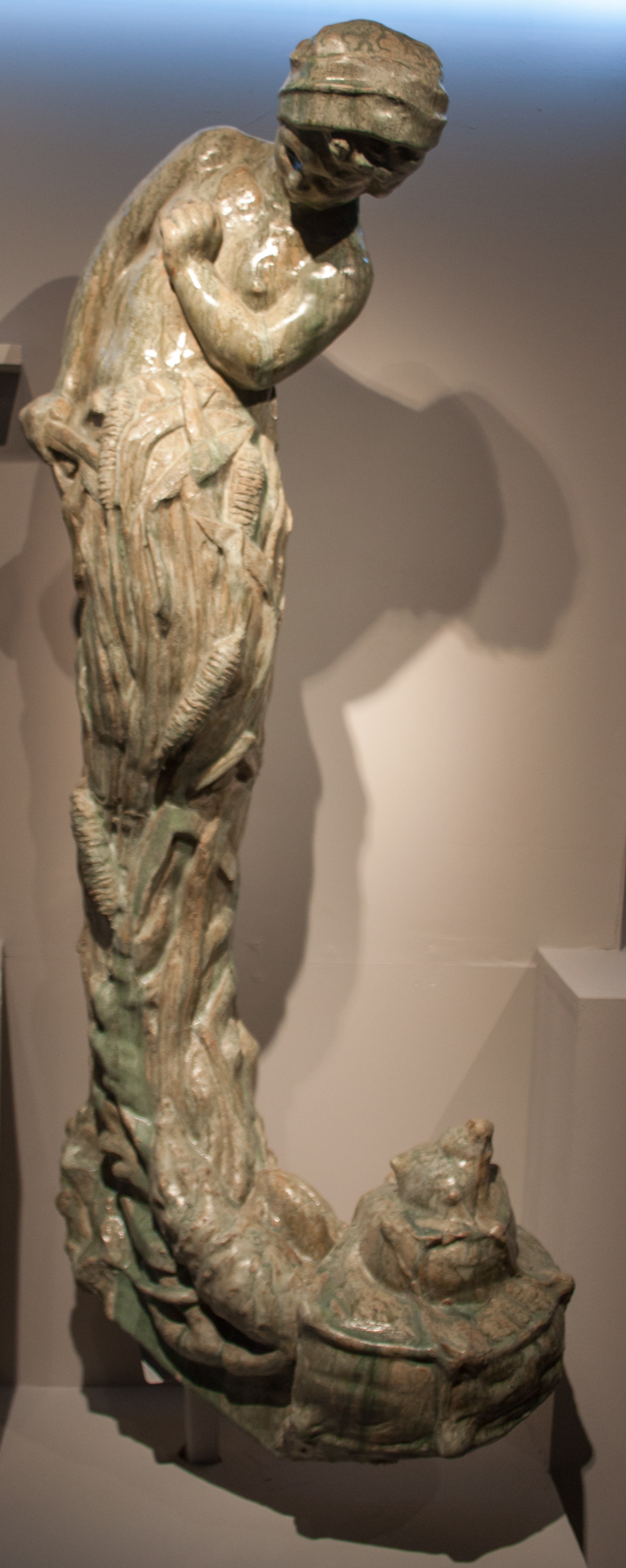
Naïade
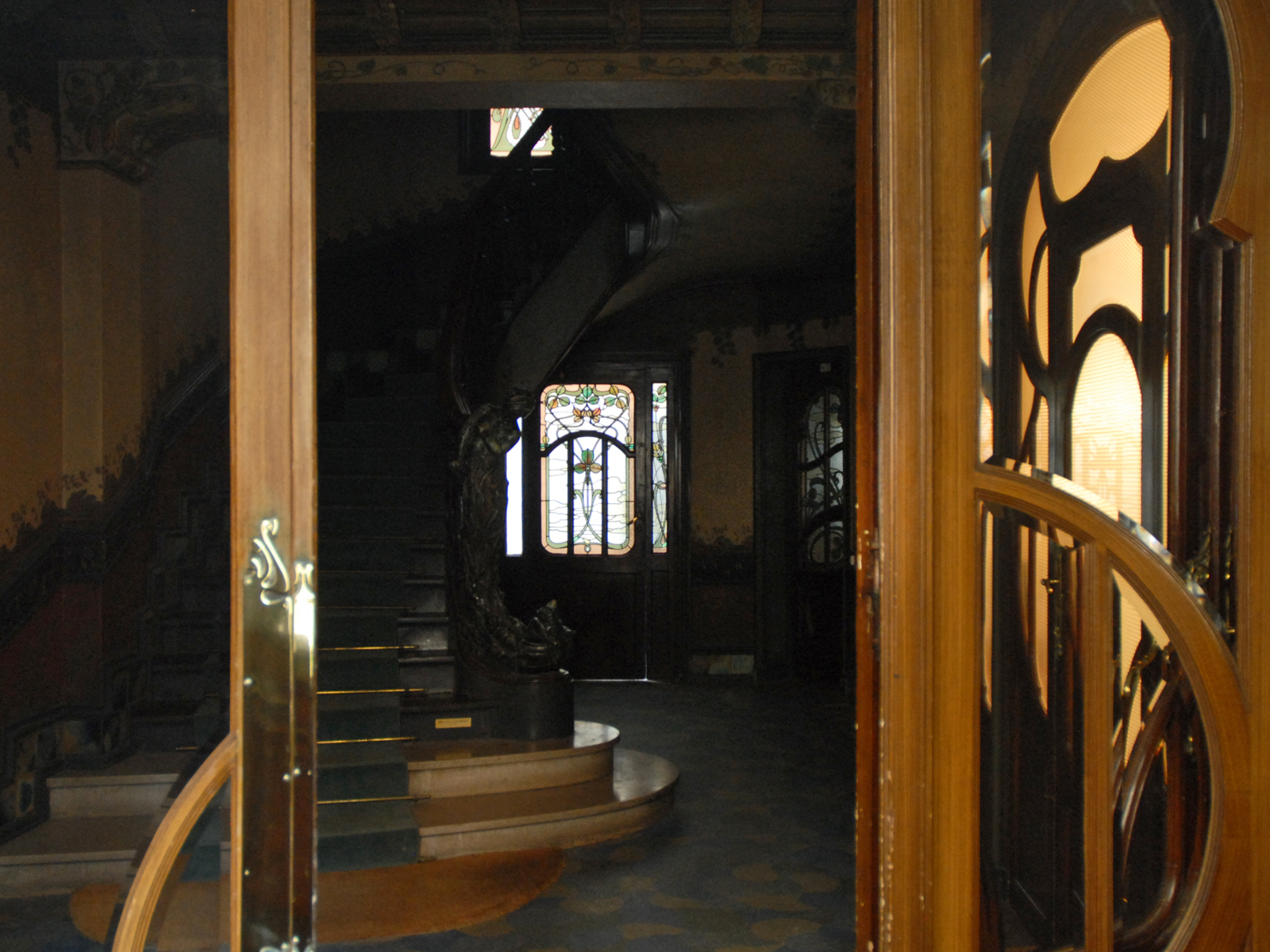
Le hall d'entrée
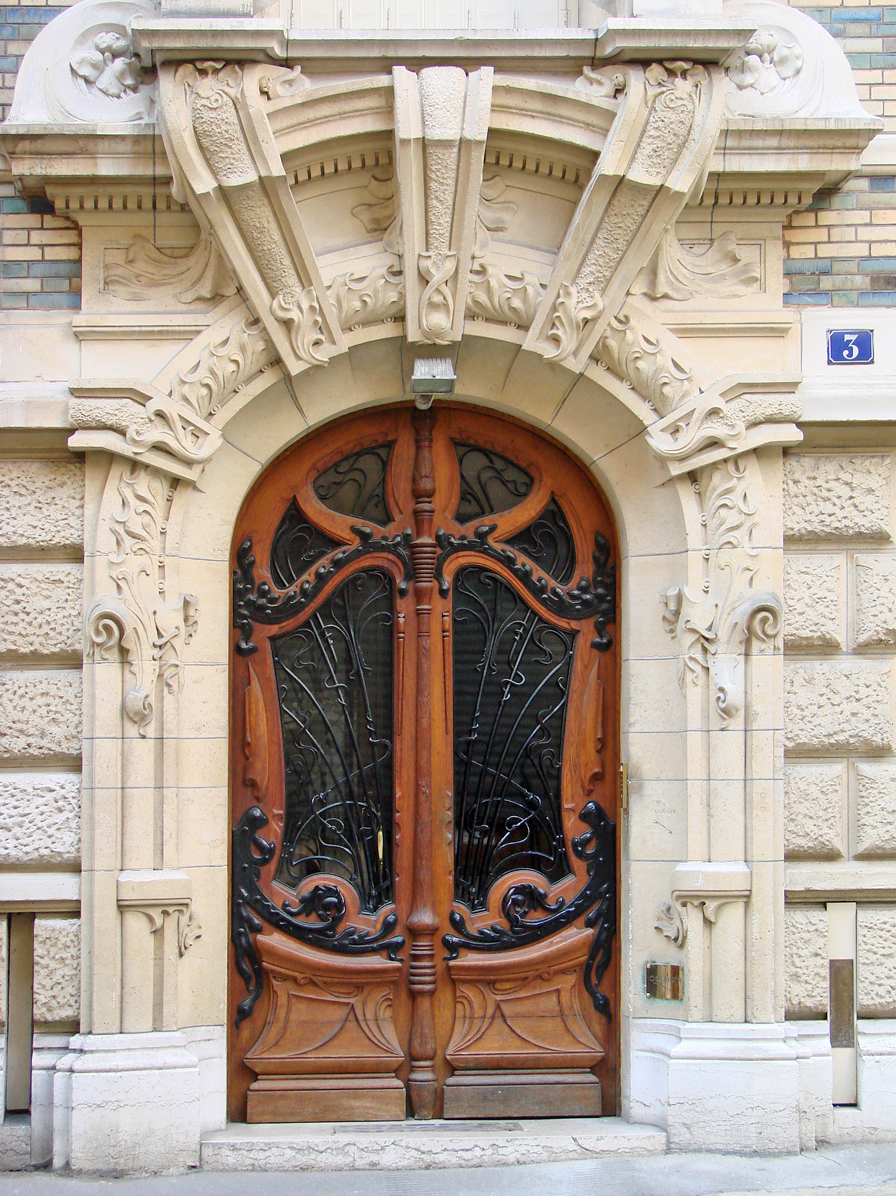
La porte d'entrée
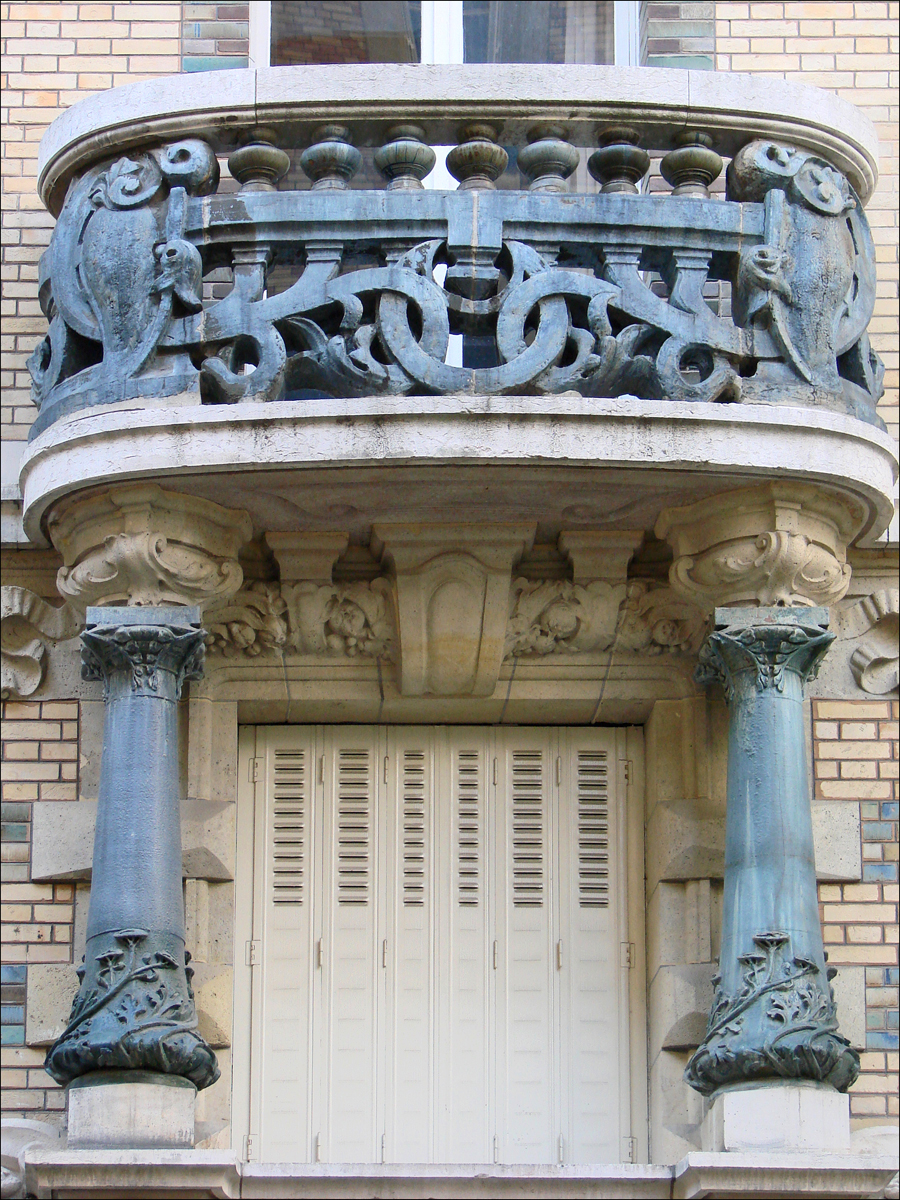
Le balcon rattaché à la porte d'entrée

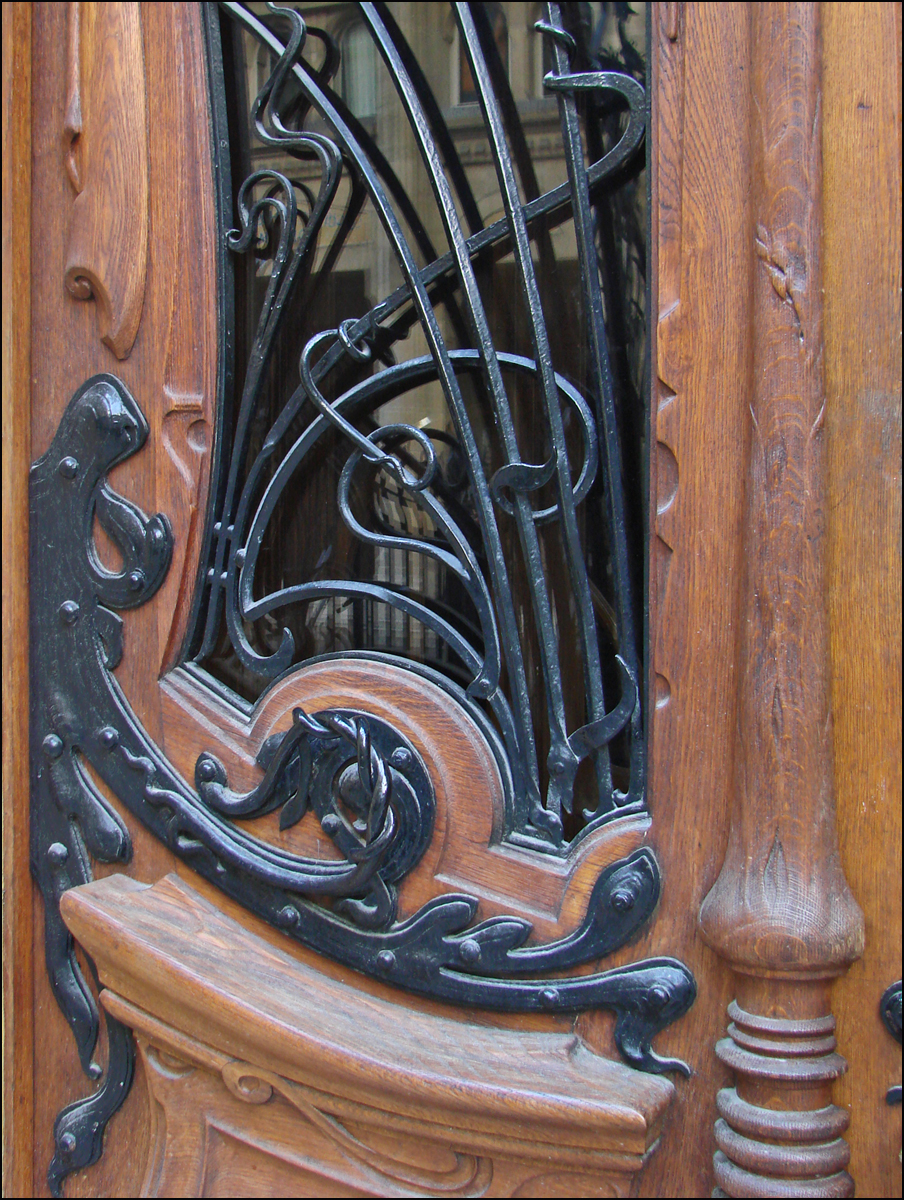